# Anio Novus

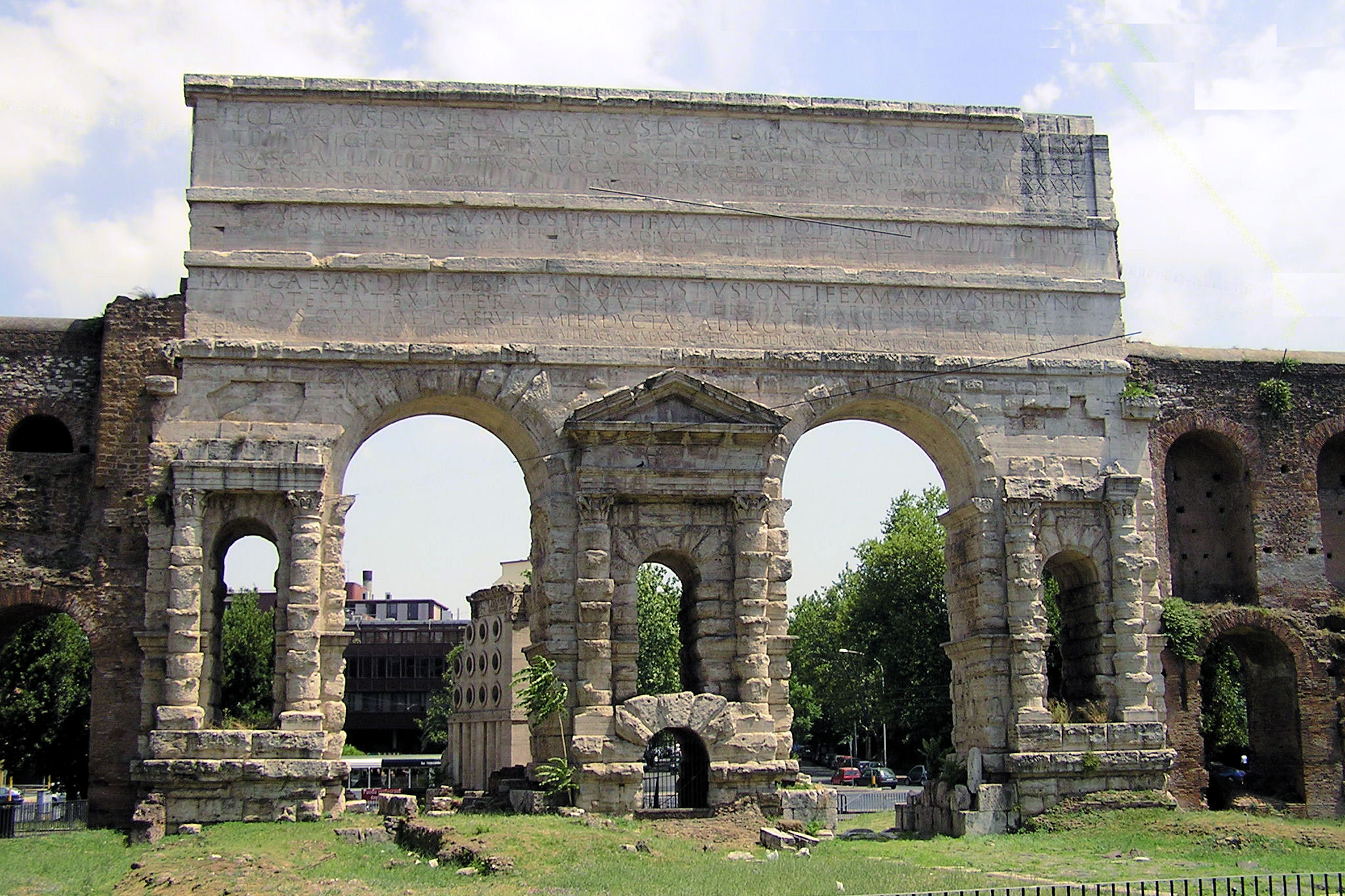
Rester av akvedukterna Aqua Claudia och Anio Novus som en del av Porta Maggiore i Aurelianusmuren.

Anio Novus var en romersk akvedukt som förde färskt vatten till Rom från två konstgjorda sjöar som fick sitt vatten från floden Anio.
Akvedukten påbörjades under kejsar Caligulas regeringstid år 38 e.Kr. och färdigställdes år 52 av kejsar Claudius. Det är den av alla akvedukter med vatten till Rom som ledde från högst höjd. Eftersom vattnet hade en tendens att vara grumligt använde sig Trajanus av två sjöar som skapats av Nero för att försköna omgivningen runt hans villa vid Subiaco.
En bit utanför Rom byggdes Anio Novus som en ny våning över Aqua Claudia och tillsammans ledde de in i Rom över Porta Maggiore, en stadsport i östra Rom.